# St. Martin (Hohnhorst)

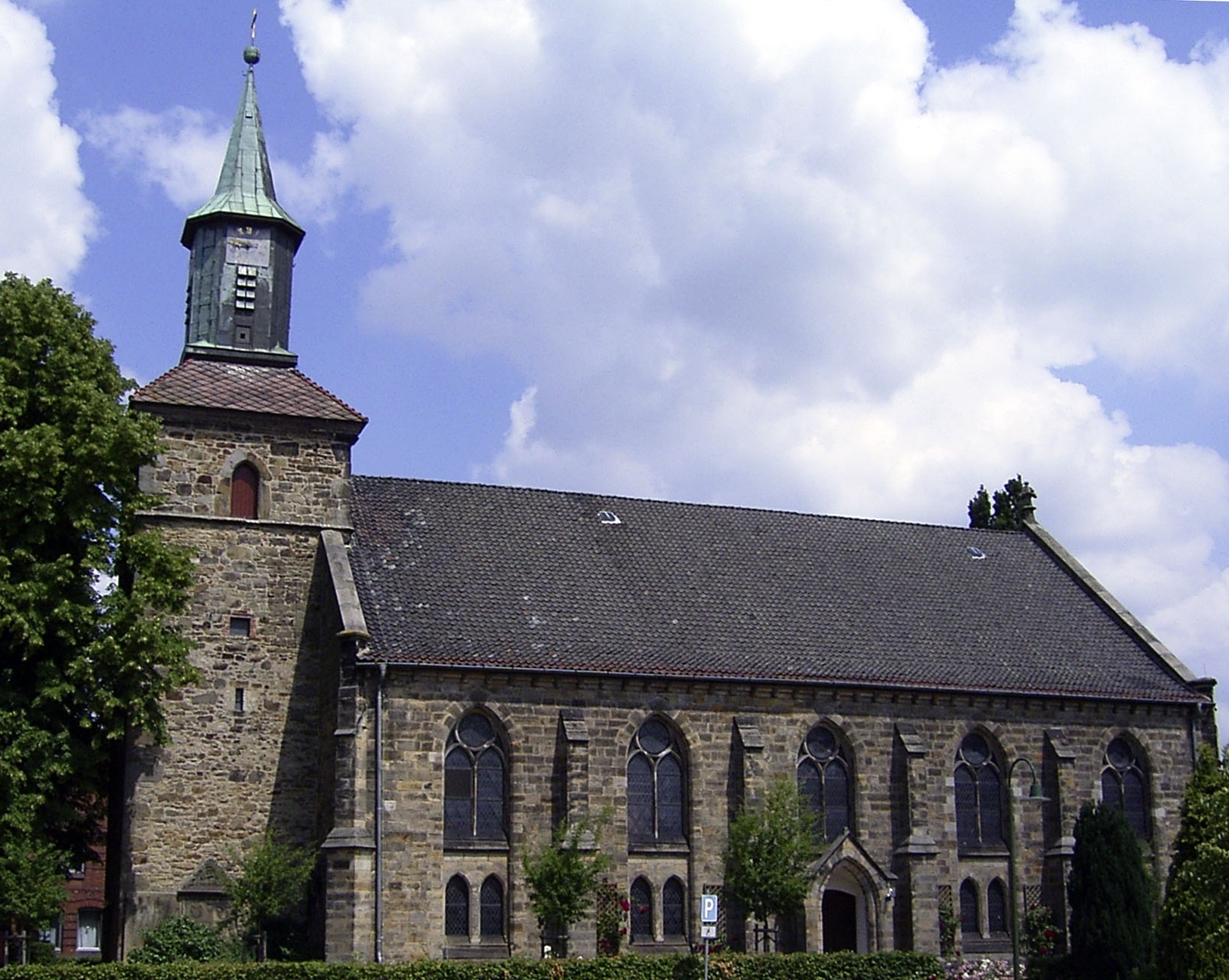
St. Martin

Die evangelisch-lutherische denkmalgeschützte Pfarrkirche St. Martin steht in Hohnhorst, eine Gemeinde im Landkreis Schaumburg in Niedersachsen. Die Kirchengemeinde Hohnhorst gehört zum Kirchenkreis Grafschaft Schaumburg im Sprengel Hannover der Evangelisch-lutherischen Landeskirche Hannover.

## Beschreibung
Die Hallenkirche wurde von Conrad Wilhelm Hase 1899 im neugotischen Baustil erbaut. Das Langhaus aus sechs Achsen wurde aus Natursteinmauerwerk gebaut. Es ist in drei Kirchenschiffe unterteilt ist. Der mittelalterliche Kirchturm aus Bruchsteinen im Westen wurde beibehalten. Sein Erdgeschoss, das mit einem Kreuzgewölbe überspannt ist, stammt aus dem 13. Jahrhundert, die oberen Teile sind spätmittelalterlich. Das oberste Geschoss hat spitzbogig profilierte Klangarkaden. Die achteckige Laterne mit der Turmuhr wurde erst 1859 aufgesetzt. Hölzerne Kreuzpfeiler mit bizarr profilierten Kämpfern tragen die Emporen und stützen das aus Brettern bestehende Tonnengewölbe über dem Mittelschiff. 
Von der neugotischen Kirchenausstattung sind die Kanzel, die Fensterverglasung, sowie das Kirchengestühl erhalten, ferner der Altar, in den eine spätgotische Mondsichelmadonna und die Figur des heiligen Martin vom Anfang des 16. Jahrhunderts eingearbeitet sind. Auf dem Taufbecken aus der Vorgängerkirche, datiert mit 1601, sind Darstellungen von Aposteln, Engelsköpfen und Evangelistensymbole. In der Außenwand sind fünf Epitaphe vom Ende des 17. Jahrhunderts eingemauert.